# Zwei Menschen. Die Einsamen
Zwei Menschen (norwegisch To mennesker) oder Die Einsamen (norwegisch De ensomme) ist ein Bildmotiv des norwegischen Malers Edvard Munch, das er in den Jahren 1892, 1894 und 1899 in einem Gemälde, einer Radierung und einem Holzschnitt gestaltete. Es zeigt eine Frau und einen Mann in Rückenansicht am Strand. Die Beziehung der beiden Figuren wird als erotische Spannung zwischen den Geschlechtern, aber auch als Ausdruck von Distanz und Einsamkeit interpretiert. Die vereinfachte Darstellung ist am Synthetismus orientiert. 1901 wurde das Gemälde durch eine Explosion zerstört. In der Folge malte Munch 1905, 1906/07 und 1933–35 drei weitere Fassungen des Motivs.

## Bildbeschreibung
Die Komposition von Zwei Menschen. Die Einsamen zeichnet sich laut Arne Eggum durch ihre Einfachheit aus. Eine in hellem Weiß gekleidete Frau mit langen, blonden Haaren steht in Rückenansicht am Strand und blickt hinaus aufs Meer. Sie wirkt dabei „wie eine Lichtsäule“. Nicht weit entfernt von ihr steht eine zweite Rückenfigur, ein Mann im dunklen Anzug. Er scheint sich der Frau von hinten zu nähern, ist aber mitten im Schritt in der Bewegung eingefroren. Durch diese Erstarrung strahlt das Motiv für Eggum eine große Stille aus. Die Position der beiden Figuren zueinander, der Abstand zwischen ihnen und der Hell-Dunkel-Kontrast ihrer Kleidung vermitteln sowohl Nähe als auch Distanz.
Beide Figuren bilden die einzigen vertikalen Pfeiler in der Komposition, die ansonsten von den geschwungenen horizontalen Linien von Strand, Meer und Himmel bestimmt ist. Die Landschaft zeigt keine Spur von Leben. Die Figuren scheinen sich in absoluter Isolation zu befinden. Der Großteil des Hintergrundes wird durch ein offenes Gewässer eingenommen, dessen Horizontlinie fast bis an den oberen Bildrand reicht. Es entsteht der Eindruck von unermesslicher Weite des Meeres. Der wolkenlose Himmel nimmt die Farbe des Wassers auf. Einzig der Strand im Vordergrund ist bunt gehalten. Er wird bedeckt durch von den Gezeiten abgerundete Gesteinsbrocken.

## Motivgeschichte

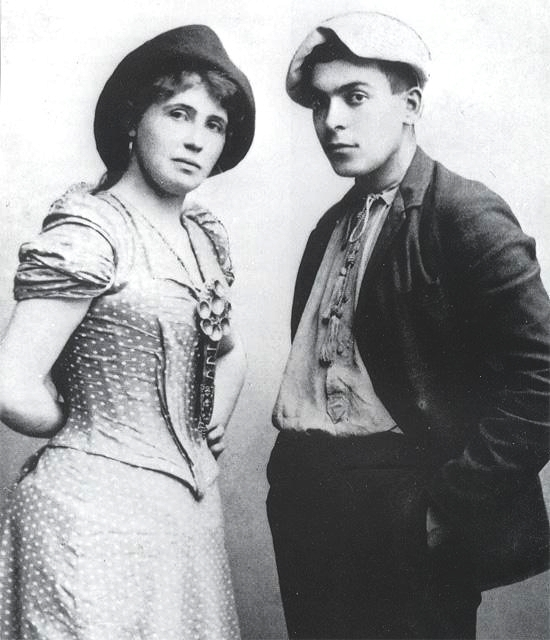
Oda Krohg und Jappe Nilssen, 1891

Das Motiv Zwei Menschen geht – wie auch das zeitgleich entstandene Motiv Melancholie – auf ein Erlebnis des Sommers 1891 zurück, den Munch traditionell in Åsgårdstrand verbrachte, einer kleinen norwegischen Küstenstadt am Oslofjord, die als Sommerfrische vieler Bürger und Künstler aus dem nahen Kristiania, dem heutigen Oslo, diente. Munchs Freund Jappe Nilssen sowie das Malerehepaar Christian und Oda Krohg verlebten den Sommer am gleichen Ort, und Munch wurde Zeuge der unglücklichen Liebesaffäre des 21-jährigen Freundes mit der zehn Jahre älteren verheirateten Frau. Die Beziehung weckte in Munch Erinnerungen an seine eigene, nur wenige Jahre zurückliegende und gleichfalls unglückliche Liebe zu Milly Thaulow. Auch Munch war 21 Jahre alt gewesen, als er sich 1885 in die drei Jahre ältere Frau seines Vetters Carl Thaulow (ein Bruder des Malers Frits Thaulow) verliebt hatte, eine verbotene Liebe, die ihn lange verfolgte und die er zwischen 1890 und 1893 in romanhaften Aufzeichnungen, in denen er der Geliebten den Namen „Frau Heiberg“ verlieh, verarbeitete. Zum Ende der Affäre bekundete er: „Danach habe ich alle Hoffnung, lieben zu können, aufgegeben.“ Sowohl Munchs literarische Notizen als auch Zeichnungen belegen den engen Bezug der beiden Motive Zwei Menschen und Melancholie. So zeigt eine Federzeichnung aus dem Jahr 1891 die leicht gebeugte Männerfigur aus Zwei Menschen in Rückenansicht vor der Küstenlinie von Melancholie.

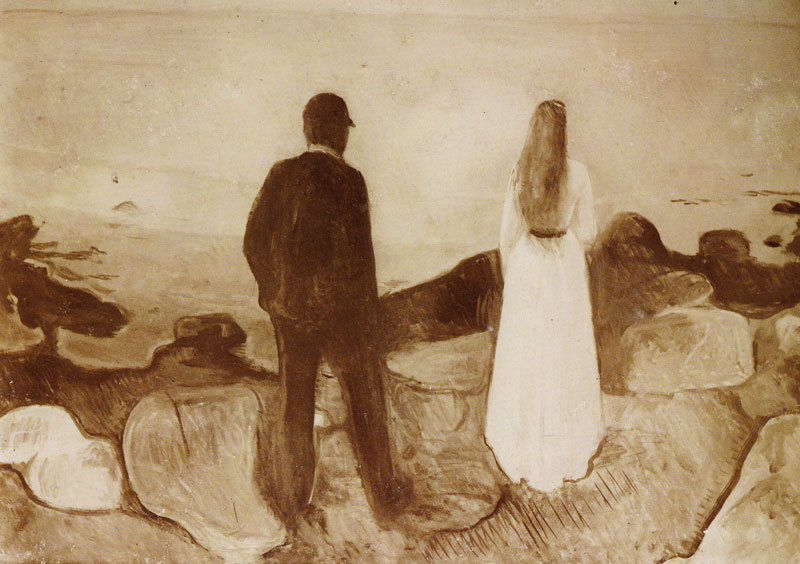
Zwei Menschen. Die Einsamen (1892) auf einer Ausstellung 1892/93 in Berlin, Fotografie: Max Marschalk

Die erste Gemäldefassung von Zwei Menschen wird in der Literatur unterschiedlich datiert. Laut dem Catalogue raisonné von Gerd Woll entstand das Bild – in zeitlicher Nähe zur Melancholie – im Jahr 1892. Ursprünglich wurde es unter dem Titel Ein Mann und eine Frau in einer Sommernacht ausgestellt. Es gehörte zu den 55 Bildern, die Munch im Oktober 1892 auf einer Ausstellung des Vereines Berliner Künstler präsentierte, die in der deutschen Kunstwelt einen Skandal verursachte, den so genannten „Fall Munch“. Über die Jahreswende 1892/93 zeigte Munch die Bilder noch einmal privat organisiert in Berlin. Diese Ausstellung wurde von Max Marschalk fotografiert. Die von ihm angefertigte Schwarz-Weiß-Fotografie ist die einzige erhaltene Abbildung des Gemäldes, das am 9. Dezember 1901 an Bord des Dampfschiffs Kong Alf bei einer Explosion während eines starken Sturmes zerstört wurde. Die Bilder befanden sich auf dem Rücktransport von Ausstellungen in München und Wien nach Norwegen. Das Bild Zwei Menschen hatte zu diesem Zeitpunkt bereits der norwegische Kunstsammler Olaf Schou erworben. Mit der Versicherungssumme von 1600 Kronen bestellte er bei Munch umgehend ein Ersatzbild, die noch im selben Jahr entstandene Komposition Mädchen auf der Brücke.

Zwei Menschen. Die Einsamen (1894), Radierung, 15,5 × 21,4 cm, Thielska galleriet Stockholm

Im Jahr 1894 begann Munchs künstlerische Auseinandersetzung mit der Druckgrafik. Zwei Menschen war eines der ersten Motive, die Munch in der Technik der Kaltnadelradierung umsetzte. Er überarbeitete die Druckform mindestens sechsmal, ehe er 1895 bei Julius Meier-Graefe eine Mappe mit Druckgrafiken veröffentlichte, die neben Zwei Menschen noch sieben andere Motive enthielt. Im Jahr 1912 fertigte er weitere Abzüge an, dieses Mal mit brauner Druckfarbe auf bräunlich-gelbem Papier. Bis auf die Tatsache, dass die Radierung spiegelverkehrt ist, ist sie stark an der ursprünglichen Gemäldefassung orientiert. In Paris nahm Munch 1896 das Motiv in einem Schabkunstblatt teilweise wieder auf. Dieses Mal konzentrierte er sich völlig auf die Frau in Rückenansicht am Strand und ließ den Mann weg. In dieser Darstellung probierte er diverse Farbzusammenstellungen aus, um mit der zur Monochromie neigenden Technik einen emotionalen Ausdruck zu transportieren. Die Grafik wird Einsame Frau am Ufer oder Die Einsame genannt.

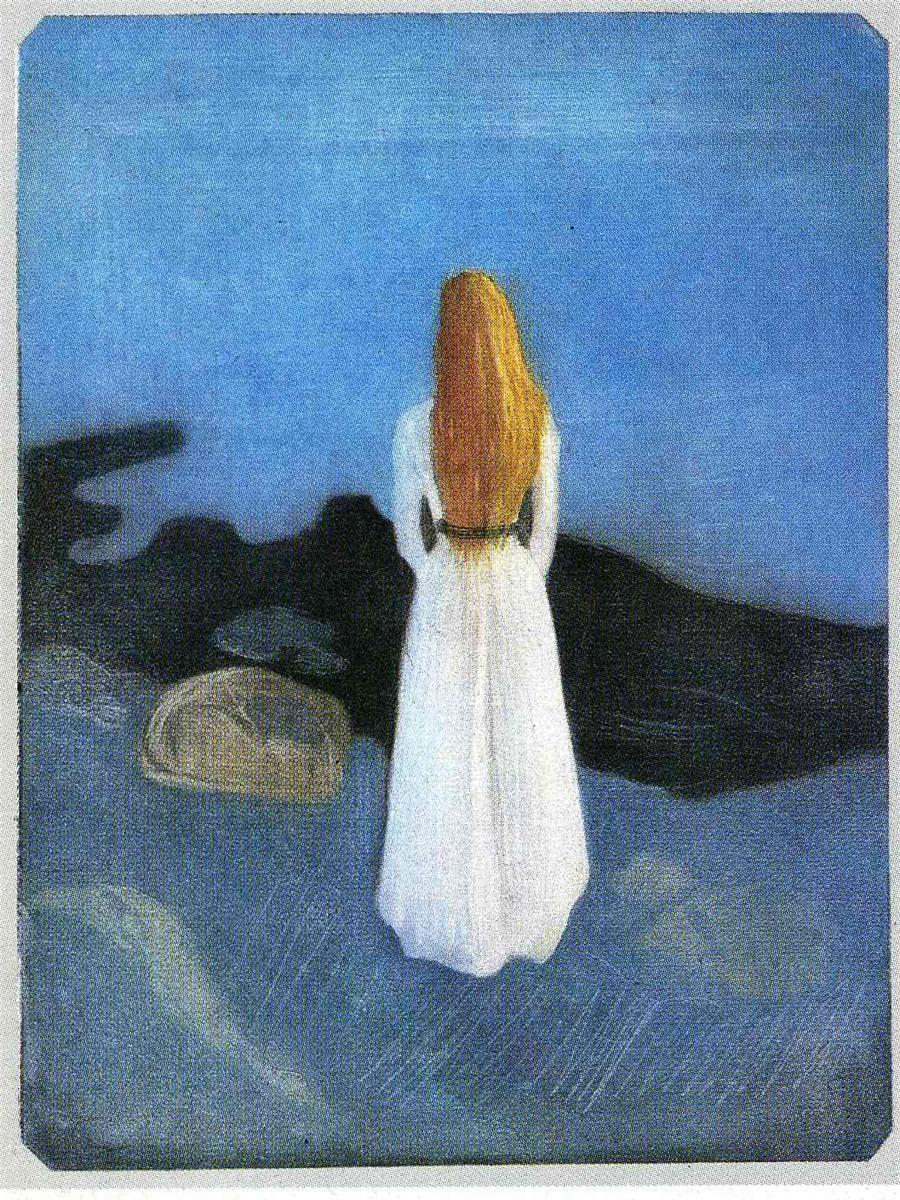
Einsame Frau am Ufer (Die Einsame) (1896), Radierung, 28,5 × 21,6 cm, Munch-Museum Oslo

Im Jahr 1899 arbeitete Munch mit einer weiteren inzwischen erlernten Drucktechnik am Motiv Zwei Menschen, dem Holzschnitt. Durch das gröbere Medium ergibt sich eine stärkere Abstraktion der Darstellung. Munch schnitt die Holzplatte in drei Teile: die Frauenfigur, die Männerfigur samt Strand sowie Meer und Himmel. In den Drucken variierte er die Farben der einzelnen Platten und kolorierte teilweise auch von Hand. Munch experimentierte mit Farbmenge und -konsistenz, Bindemittel und Anpressdruck und benutzte teilweise auch eingefärbte Papierstückchen, die er auf die Holzplatten auflegte. Insgesamt zeigen die Drucke von Zwei Menschen laut Hans Dieter Huber „ein außerordentlich vielfältiges Spektrum farbiger Ausdruckmöglichkeiten“. 1912 griff Munch noch einmal in einem kleineren Holzschnitt einen Teil des Motivs auf und stellte der Frau am Strand eine „Mondsäule“ gegenüber, die säulenartige Spiegelung des Mondes im Wasser, die ein charakteristisches Element seiner Bildsprache ist. Diese Mondsäule hatte er hin und wieder auch schon zwischen die Figuren der 1899er-Version eingefügt als ein erotisch aufgeladenes, das Paar gleichzeitig trennendes wie vereinendes Symbol.

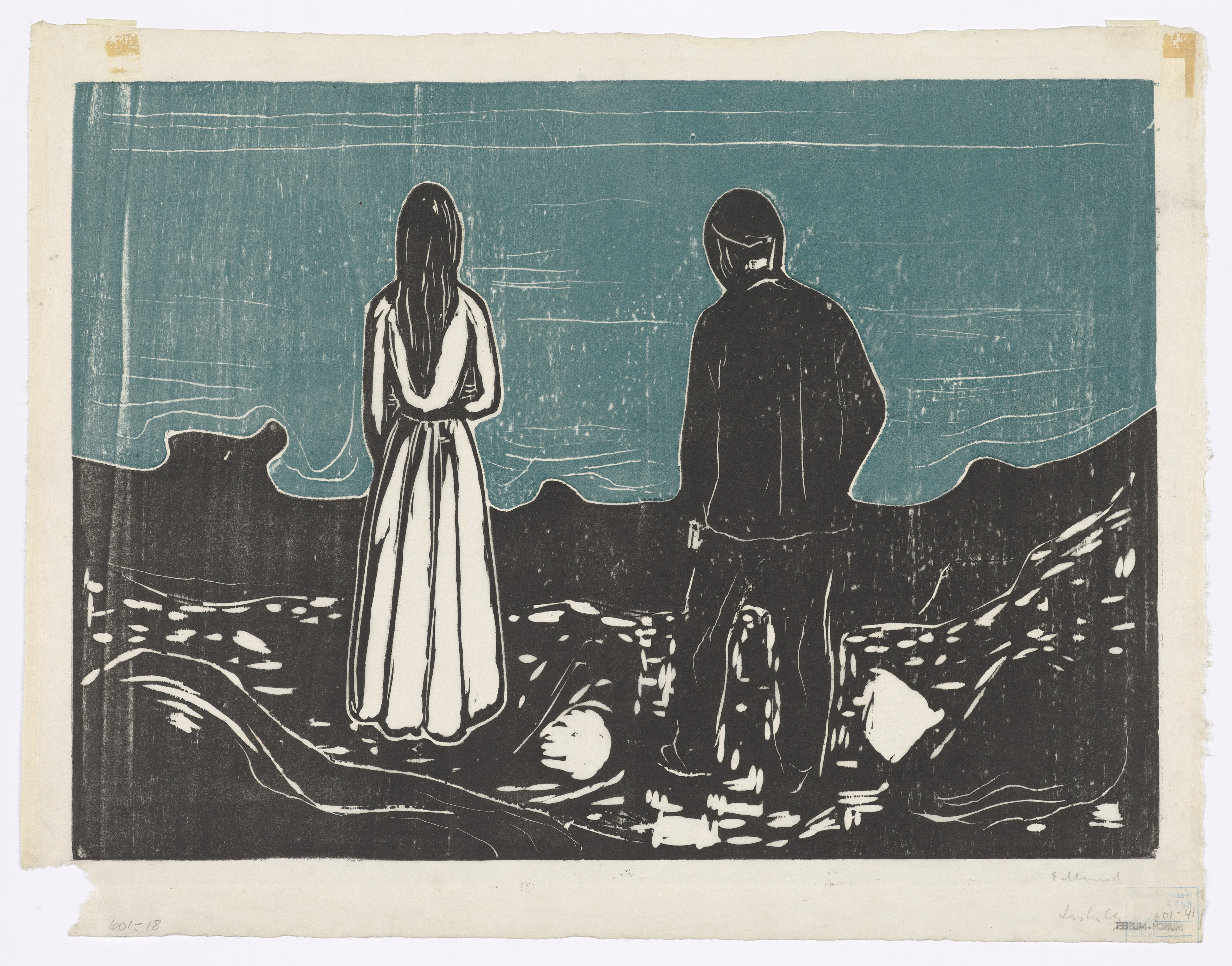
Zwei Menschen. Die Einsamen (1899), Holzschnitt, 39,6 × 54,8 cm, Munch-Museum Oslo
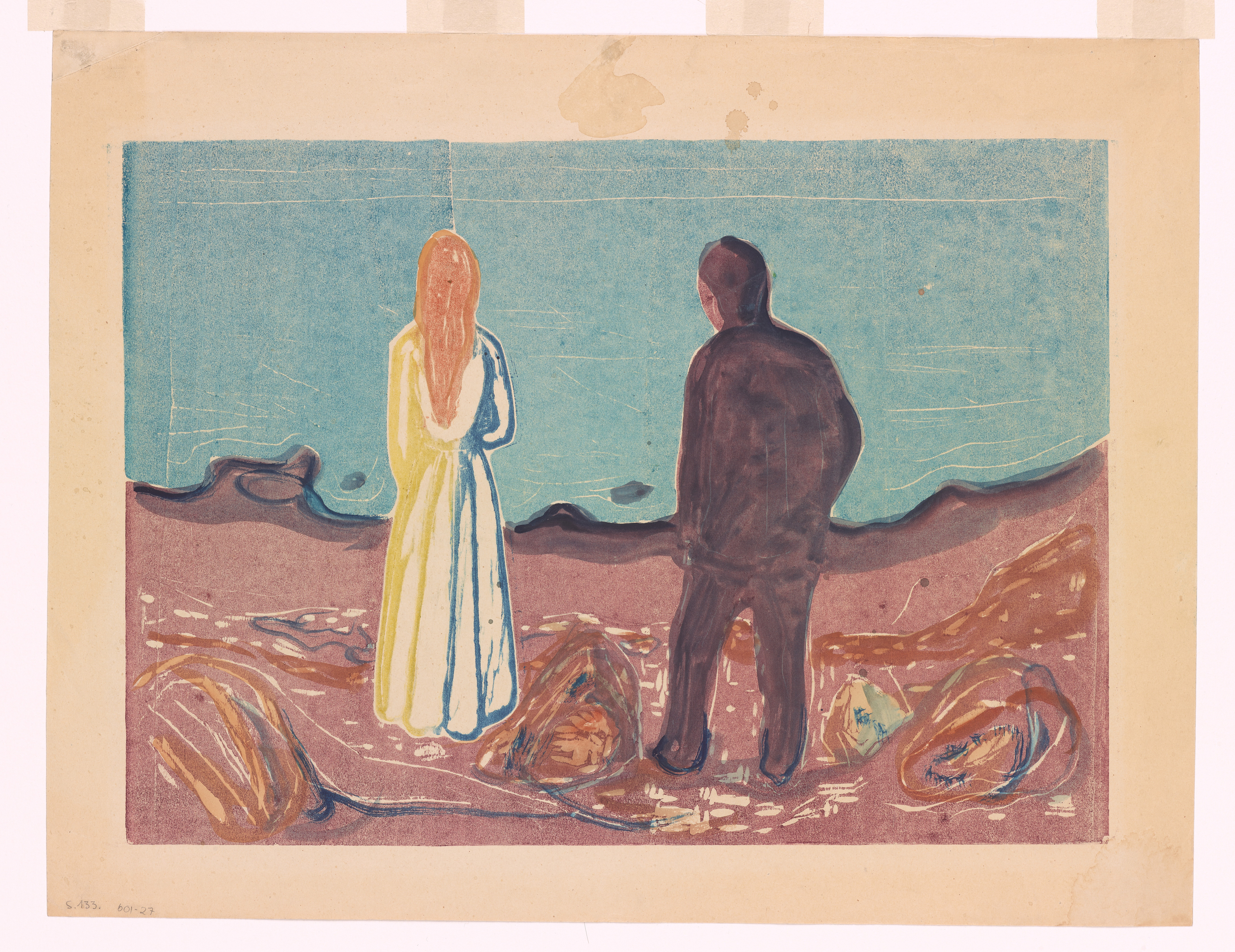
Zwei Menschen. Die Einsamen (1899), Holzschnitt, 39,5 × 55,0 cm, Munch-Museum Oslo
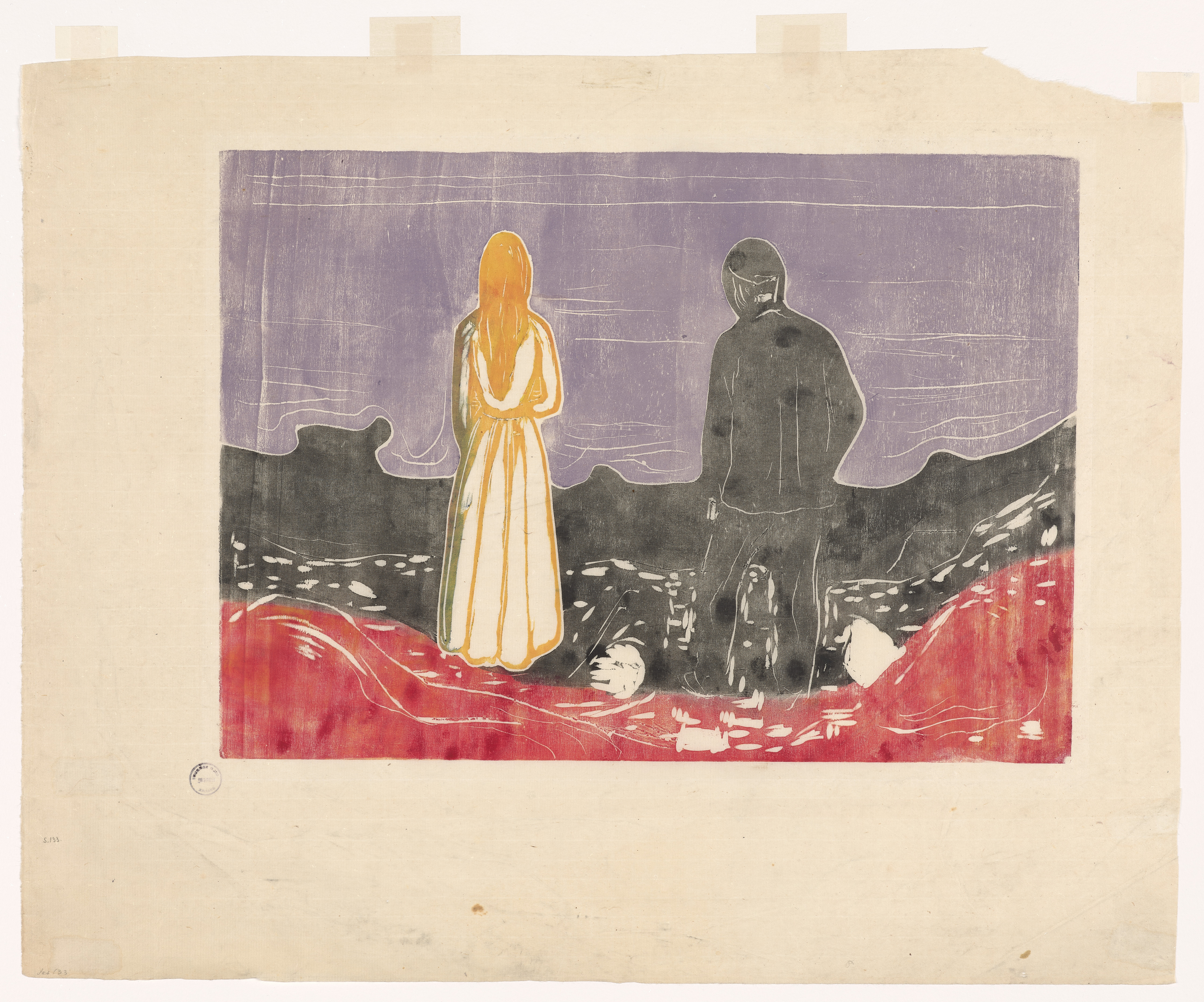
Zwei Menschen. Die Einsamen (1899), Holzschnitt, 39,5 × 55,5 cm, Munch-Museum Oslo
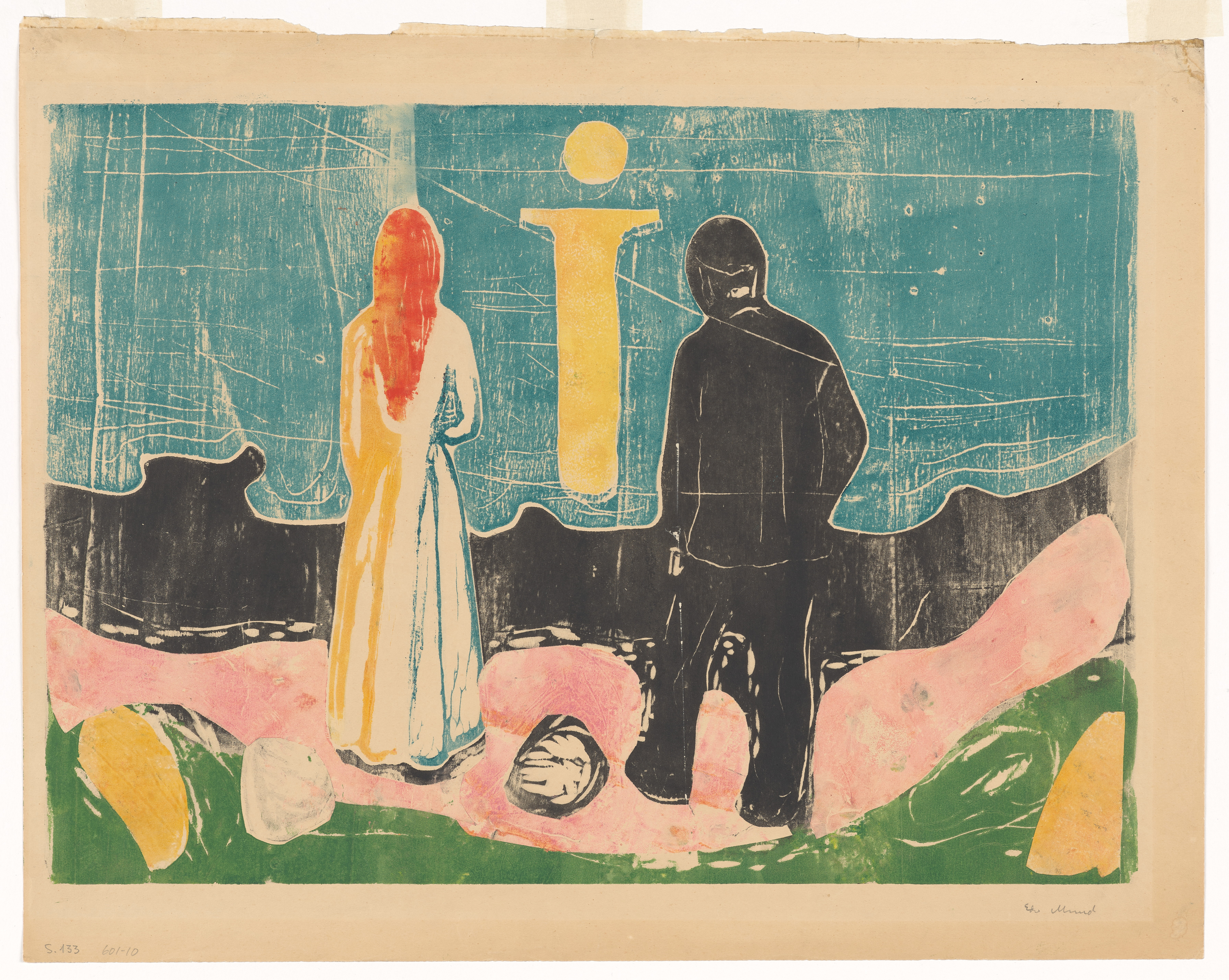
Zwei Menschen. Die Einsamen (1899), Holzschnitt, 39,4 × 55,2 cm, Munch-Museum Oslo
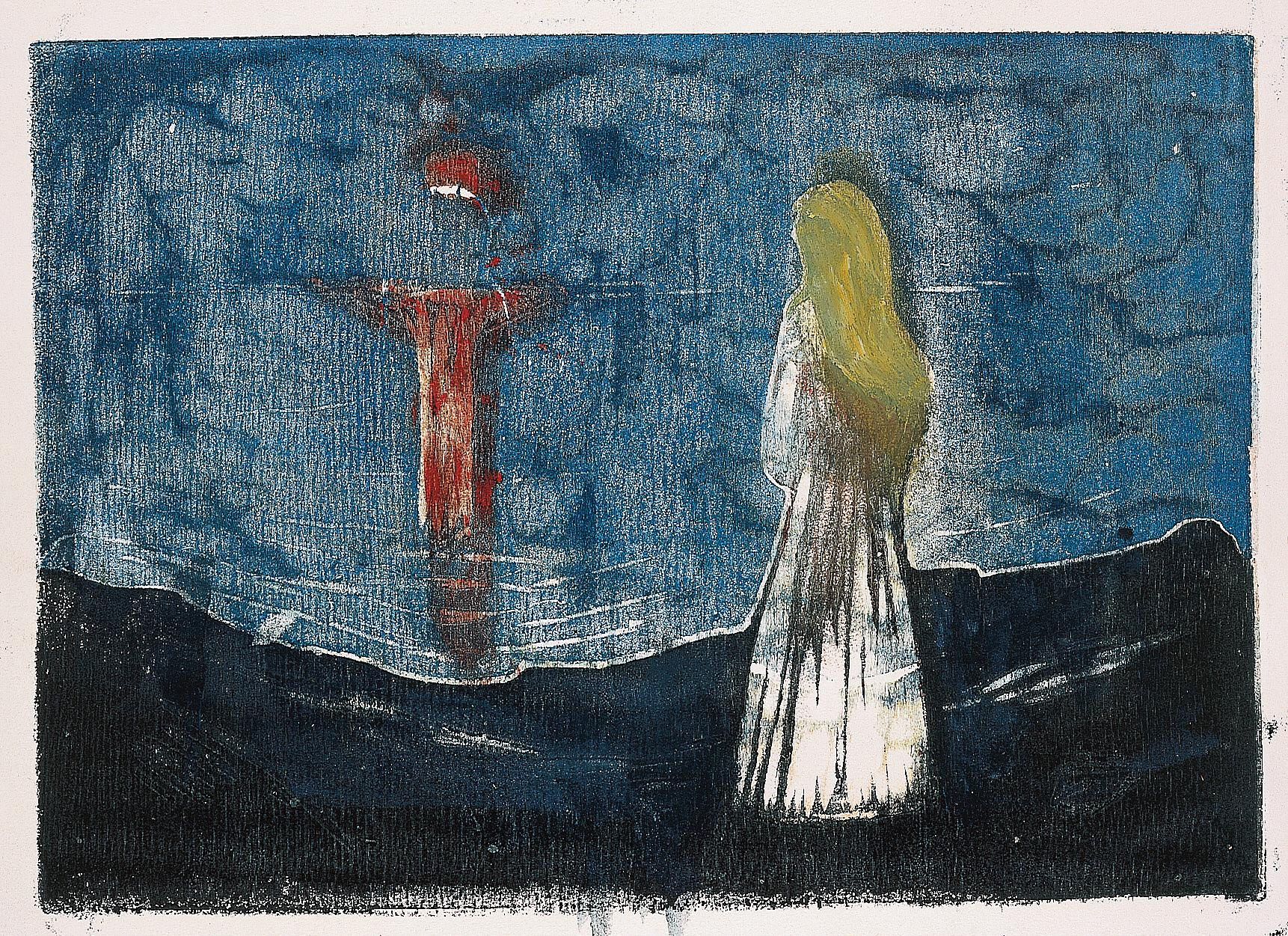
Mondlicht am Meer (1912), Holzschnitt, ca. 18,5 × 25,5 cm, Munch-Museum Oslo

In Gemäldeform griff Munch das Motiv Zwei Menschen noch dreimal auf (siehe dazu auch die Liste der Gemälde von Edvard Munch). 1905 malte er ein Ölgemälde mit einer gegenüber der Erstfassung ebenfalls gespiegelten Anordnung. Das Bild gehörte von 1928 bis 1937 zur Städtischen Kunstsammlung Chemnitz, ehe es durch Hildebrand Gurlitt in eine ausländische Privatsammlung verkauft wurde. Aus dem Nachlass von Philip und Lynn Straus kam es 2023 zum Busch-Reisinger Museum in Cambridge. Abweichend vom Catalogue raisonné von Gerd Woll aus dem Jahr 2008 wird die Entstehung vom Museum auf 1906–1908 geschätzt. Im Jahr 2025 wurde das Gemälde im Rahmen der Ausstellung Edvard Munch. Angst erstmals wieder in Chemnitz gezeigt.
1906/07 war das Motiv Teil des in Temperatechnik gemalten Reinhardt-Frieses, eines Bilderzyklus in Form eines Frieses, mit dem Max Reinhardt, Direktor des Deutschen Theaters, Munch beauftragt hatte, um einen Festsaal zu schmücken. Nachdem das Bild 1938 als entartete Kunst aus der Nationalgalerie beschlagnahmt und anschließend verkauft worden war, erwarb es 1968 das Museum Folkwang in Essen. Zwischen 1933 und 1935 entstand schließlich ein weiteres Ölgemälde, das im Munch-Museum Oslo gezeigt wird.

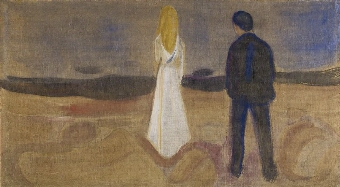
Zwei Menschen. Die Einsamen (Reinhardt-Fries, 1906/07), Tempera auf Leinwand, 89,5 × 159,5 cm, Museum Folkwang
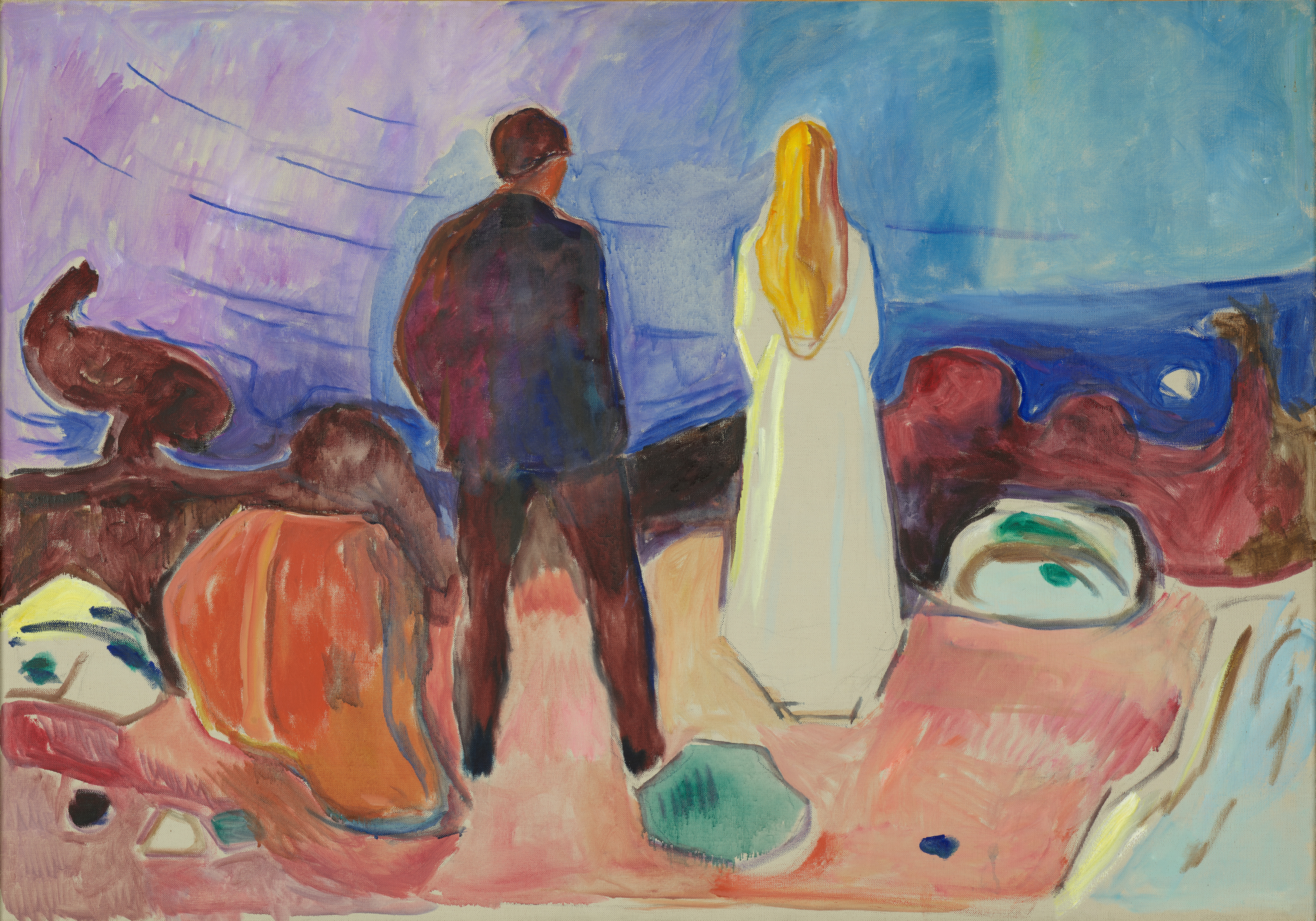
Zwei Menschen. Die Einsamen (1933–35), Öl auf Leinwand,  91 × 129,5 cm, Munch-Museum Oslo

## Interpretation

### Eros
Die beiden geläufigen Titel des Motivs richten ihren Fokus laut der norwegischen Kunsthistorikerin Sidsel Helliesen auf unterschiedliche Bildebenen. Zwei Menschen ist die sachliche Beschreibung des Bildinhalts, Die Einsamen transportiert die Stimmung des Bildes. Für Ulrich Bischoff ist hingegen „die erotische Spannung der eigentliche Darstellungsgegenstand“, dem sich Figuren und Landschaft unterordnen zur „symbolischen Veranschaulichung von Naturkräften mit sexuellem Charakter“. Jens Thiis formulierte: „des Triebes starke Schwingen rauschen über diesem Bild“. Für Arne Eggum liegt „eine Art erotischer Ernst, ein Pietismus der Sinnlichkeit“ über der dargestellten nordischen Landschaft.
Eggum bezeichnet Zwei Menschen als eines der „Liebesmotive“ in Munchs Werk. Die Männerfigur ist ein Alter Ego des Malers. Die hell gekleidete Frauenfigur ein „Bild der Sehnsucht“, ein „Solveig-Symbol“ von weiblicher Reinheit, benannt nach einer Figur aus Henrik Ibsens Bühnenstück Peer Gynt. Sie stehe für den Frauentyp, von dem Munch nach seinen eigenen Aufzeichnungen stets bereut hat, dass er sie nicht als Partnerin gewählt habe. Der Typus der weiß gekleideten Frauenfigur findet sich häufig in Munchs Werk wieder, so in Die Frau in drei Stadien, Der Tanz des Lebens oder Mädchen auf der Brücke.

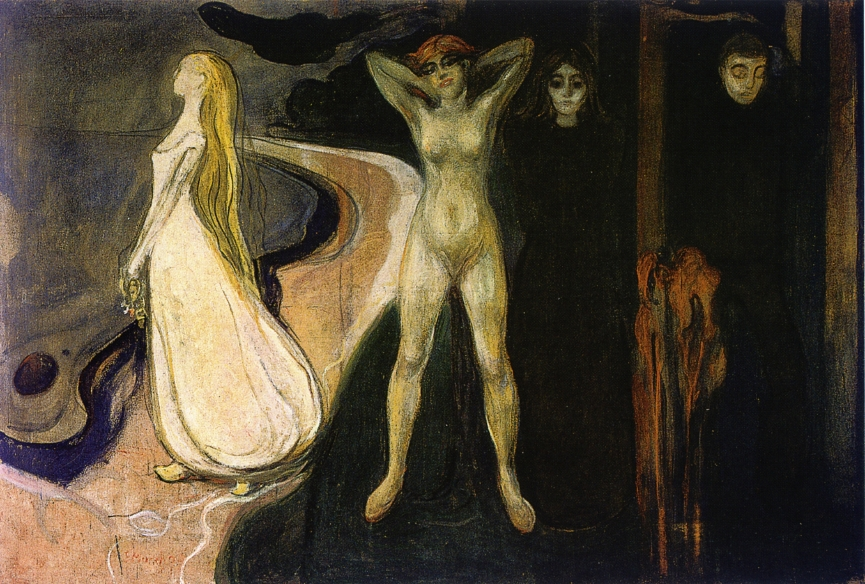
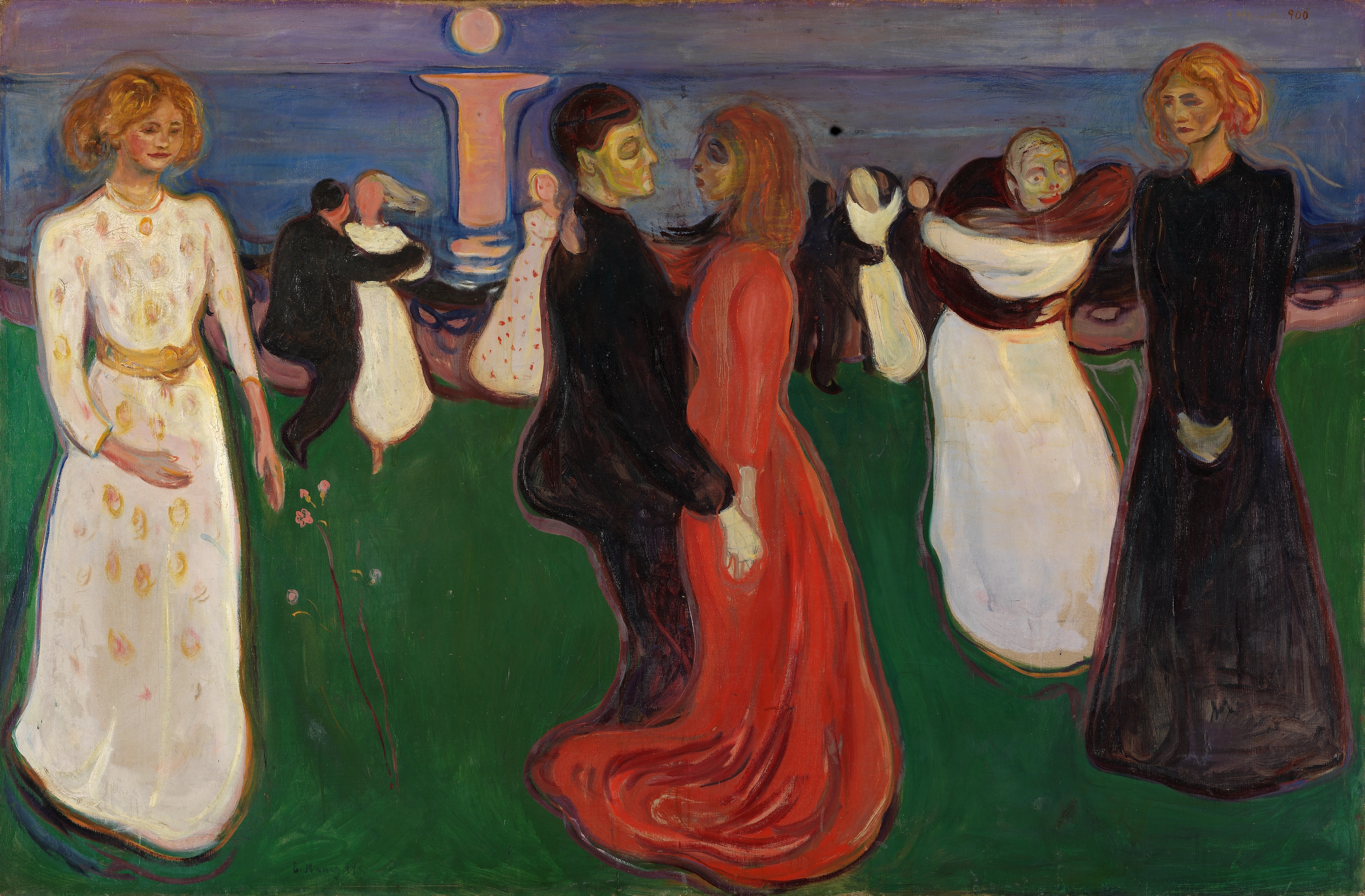
Der Tanz des Lebens (1899–1900), Öl auf Leinwand, 129 × 191 cm, Norwegische Nationalgalerie Oslo
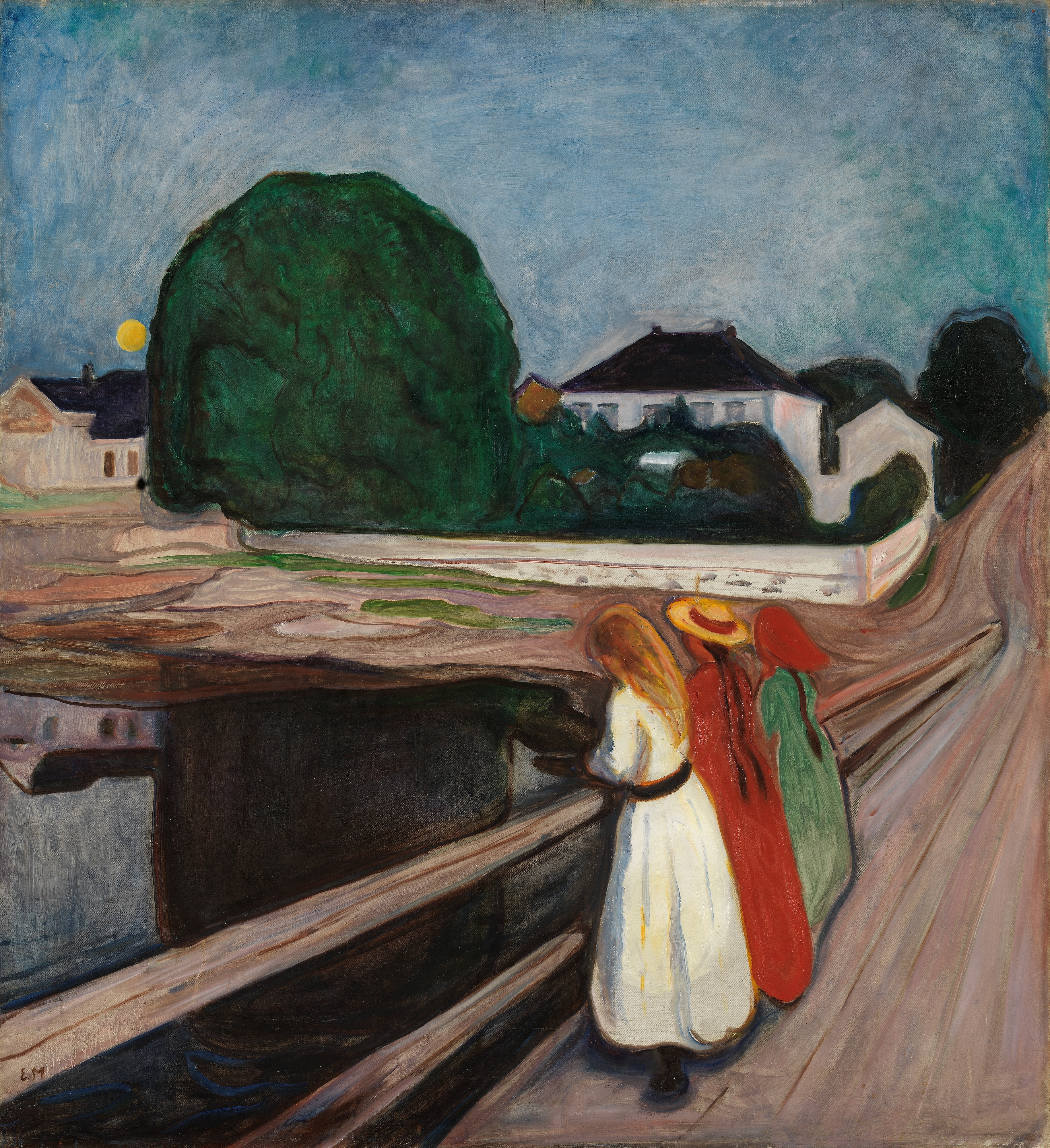
Mädchen auf der Brücke (1901), Öl auf Leinwand, 136 × 125 cm, Norwegische Nationalgalerie Oslo

In einer literarischen Notiz beschrieb Munch einen romantischen Abendspaziergang am Strand, den Eggum als eine Inspiration für das Motiv ausmacht: „Es war Abend. Ich ging am Meer entlang – Mondschein zwischen den Wolken – die Sterne schaukelten über dem Wasser, mystisch wie Meermenschen, die große weiße Köpfe waren und lachten – einige oben auf dem Strand andere unten im Wasser – und sie, die an meiner Seite ging sah aus wie eine Meerfrau – mit blanken Augen und ihr offenes Haar schimmert golden im Licht des Horizontes.“

### Naturmystik
Häufig wurde Zwei Menschen mit Caspar David Friedrichs Bildern verglichen, insbesondere seinen in die Betrachtung der Natur versunkenen Figuren wie Zwei Männer am Meer, Der Mönch am Meer sowie Mann und Frau den Mond betrachtend. Allerdings lassen die in der Romantik verwurzelten Naturdarstellungen Friedrichs stets den Glauben an einen sich in der Natur offenbarenden Gott erkennen. Die irdische Isolation der Menschen wird also aufgehoben durch eine metaphysische Verbindung.

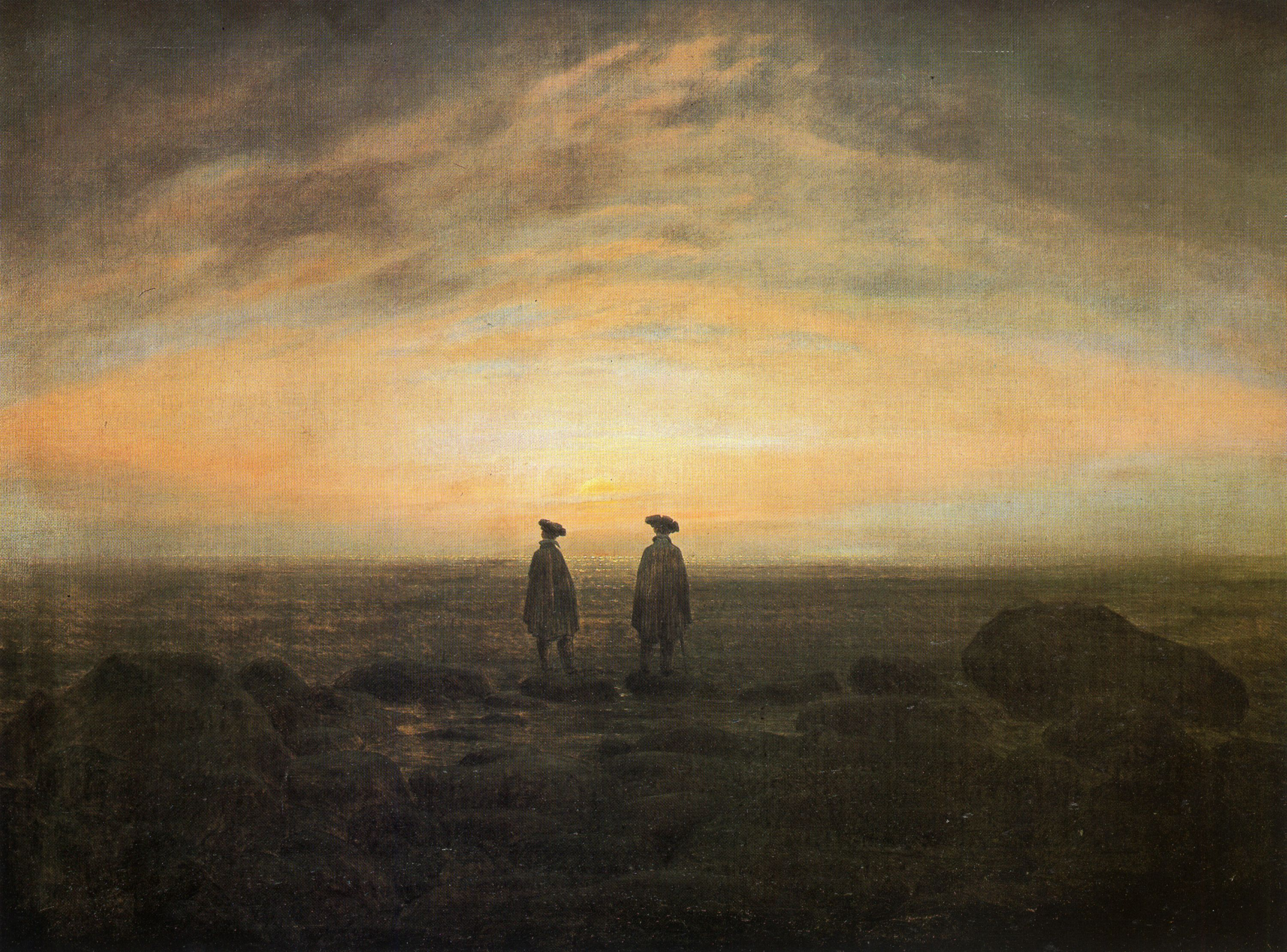
Caspar David Friedrich: Zwei Männer am Meer (1817), Öl auf Leinwand, 51 × 66 cm, Alte Nationalgalerie Berlin
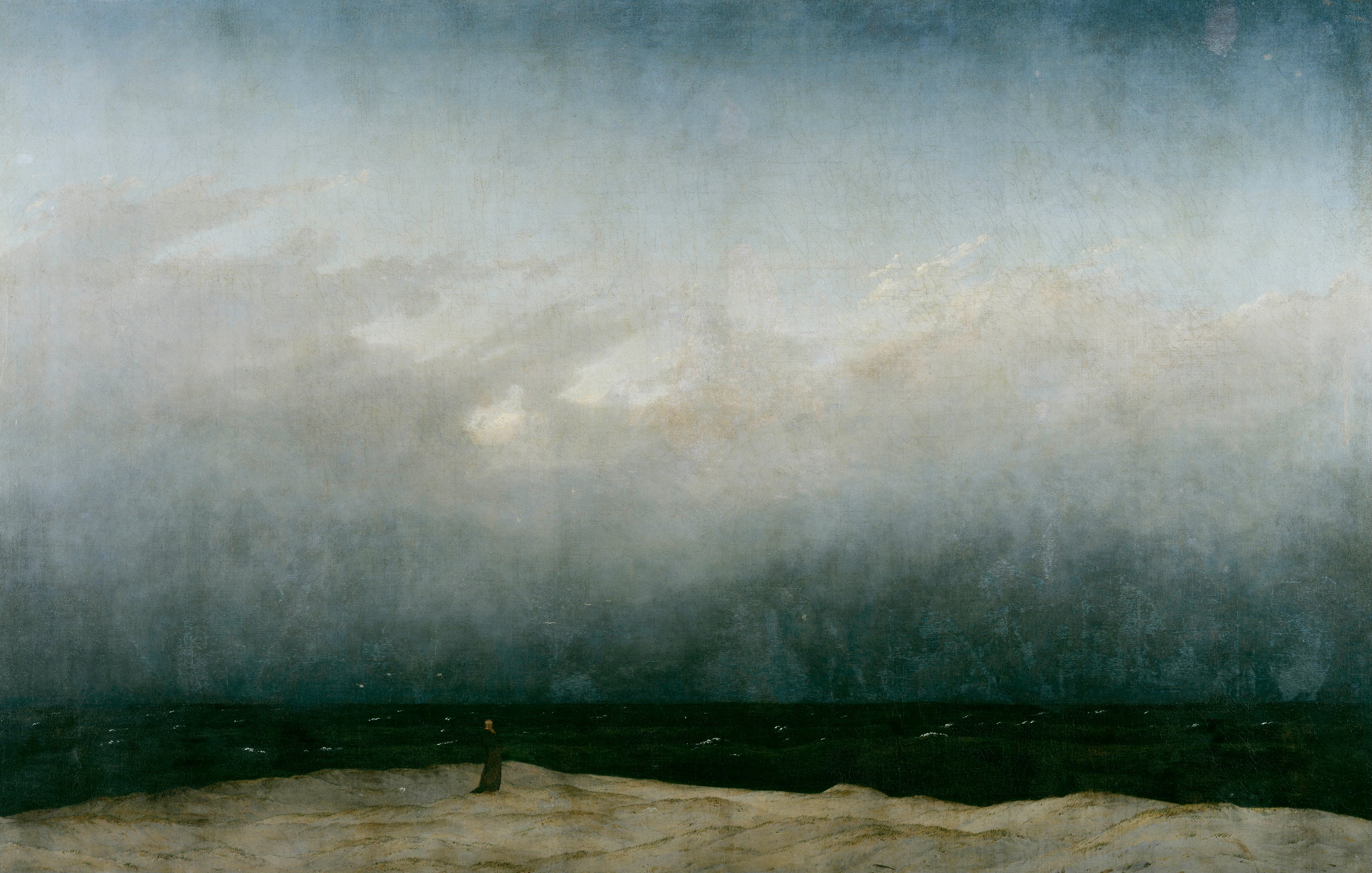
Caspar David Friedrich: Der Mönch am Meer (1808–10), Öl auf Leinwand, 110 × 171,5 cm, Alte Nationalgalerie Berlin
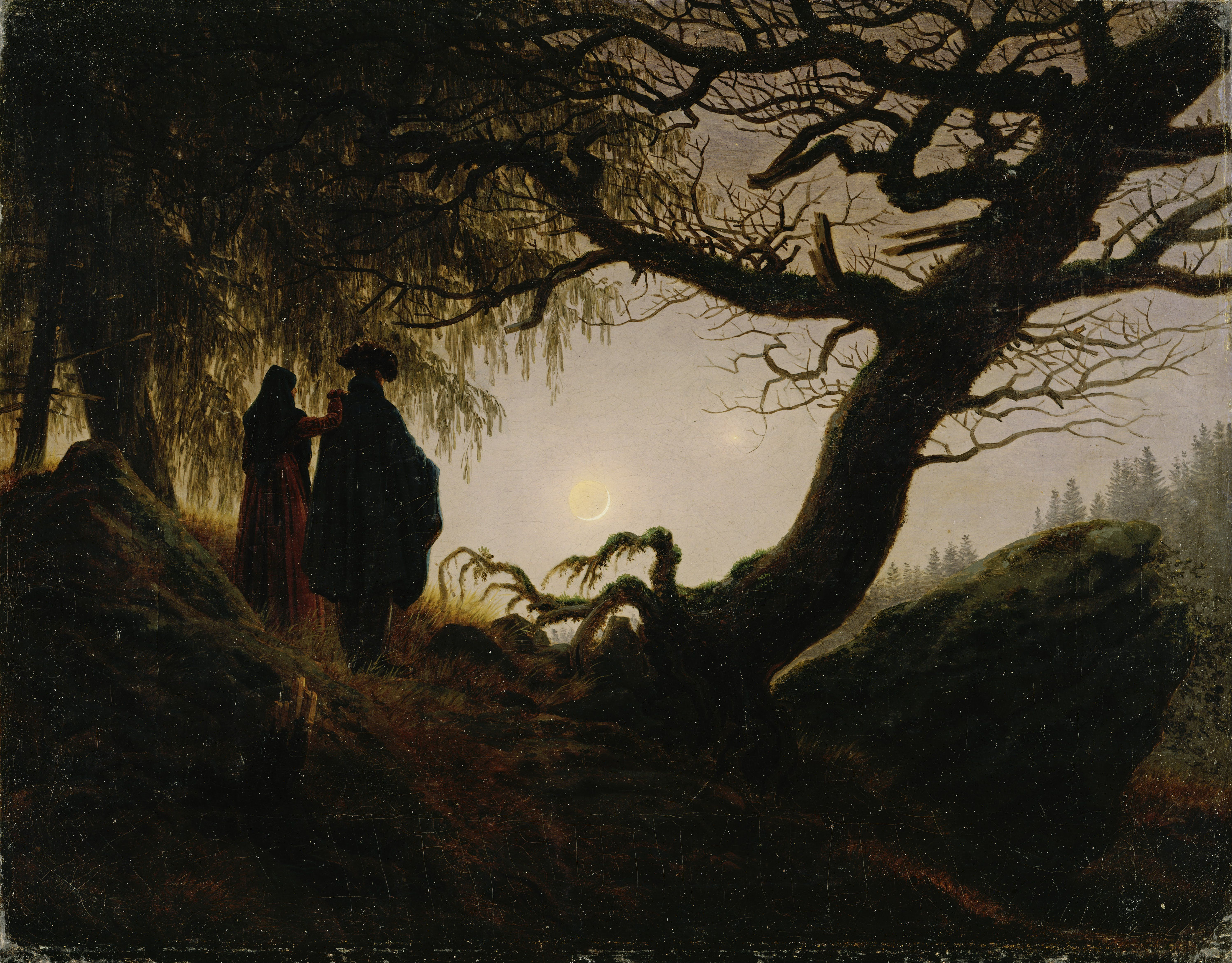
Caspar David Friedrich: Mann und Frau den Mond betrachtend (1830–35), Öl auf Leinwand, 34 × 44 cm, Alte Nationalgalerie Berlin

Munchs Einsame kennen laut Reinhold Heller jedoch keinen Trost in der Religion. Sie bleiben auch in ihren Sehnsüchten voneinander isoliert. Während die Frau vom Meer angezogen wird, richtet sich das Sehnen des Mannes auf die Frau, und doch scheut er die Vereinigung. Er sieht sich vor zwei Alternativen gestellt: die Verlockung durch das Wasser als lebensspendendes Element und die „Landschaft des Todes“ der mondbleichen Steine am Strand, die sich in Munchs Phantasie in phantastische Figuren wie Trolle verwandeln. Es sind Alternativen, die in Munchs Werk immer wieder thematisiert werden, und die sich für den Künstler auszuschließen scheinen: Die Entscheidung für eine geschlechtliche Vereinigung zur Schaffung neuen Lebens oder die Entsagung und Hinwendung zur Kunst, unvergänglich aber auch leblos wie die Felsbrocken.

### Synthetismus
Während Munch noch in den Jahren 1890/91 in einer – wie er es selbst rückblickend beschrieb – kurzen „impressionistischen Periode“ in Gemälden wie Frühling auf der Karl Johans gate oder Rue Lafayette mit dem Stil des Neoimpressionismus und Pointillismus experimentiert hatte, fand er 1892 mit Bildern wie Melancholie zu einer neuen Ausdrucksform im Stil des Synthetismus, einer von Paul Gauguin mitbegründeten Kunstrichtung mit vereinfachten Umrissen und flächenhaften Formen. In Zwei Menschen hat Munch laut Reinhold Heller die Lehren des Synthetismus mit seiner „idealistischen Malerei“ so systematisch angewandt wie niemals zuvor. Aus dem Bild ist jede Illusion des Naturalismus (Räumlichkeit, Stofflichkeit, Körperlichkeit sowie anatomische und farbliche Echtheit) verbannt worden wie auch alles Anekdotische. Die Figuren sind nicht Teil einer naturalistischen Landschaft, sondern scheinen in der Bildfläche zu schweben, während die gestaltende Hand des Künstlers deutlich erkennbar ist, etwa in den Umrissen der Gegenstände. Auch Arne Eggum zieht für das Motiv Zwei Menschen das Fazit: „Die Form, die der Idee Ausdruck verleiht, ist indessen nicht ohne den Hintergrund des französischen Synthetizismus denkbar.“

## Rezeption
Das norwegische Postunternehmen Postverket gab 1963, einhundert Jahre nach Munchs Geburt, seinen Holzschnitt Zwei Menschen. Die Einsamen von 1899 auf einer 50-Øre-Briefmarke heraus.

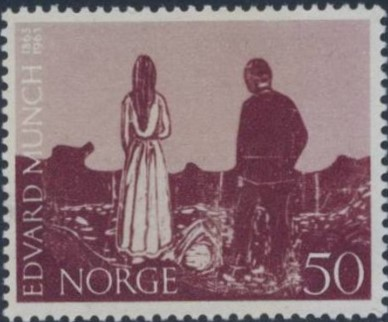
Zwei Menschen. Die Einsamen auf einer Briefmarke von Posten Norge